# Певек (аэропорт)
Аэропорт «Певек» — региональный аэропорт, расположен в посёлке Апапельгино, в 18 км к северо-востоку от города Певека непосредственно на берегу Восточно-Сибирского моря. Наряду с Тикси и Анадырем один из немногих аэродромов вблизи дальневосточного берега Северного ледовитого океана, способный принимать авиалайнеры 1-го класса.

## Принимаемые типыВС
Принимаемые типы ВС: Ан-2, Ан-12, Ан-24, Ан-26, Ан-28, Ан-72, Ан-74, Ан-140, L-410, Ил-76 (с ограничениями), Як-40, Як-42, Ту-134, Ту-154, Ту-204, Ту-214, Boeing 737, Boeing 757-200, Boeing 767-200, Sukhoi Superjet 100, а также вертолёты всех типов.

### Запасной аэродром ETOPS
Аэропорт «Певек» является запасным аэродромом на трансконтинентальных маршрутах из Северной Америки в Азию, выполняемых в соответствии с международным стандартом ETOPS. В экстренных ситуациях аэропорт может принимать некоторые широкофюзеляжные двухмоторные лайнеры.

## История
В 1936 году площадкой для строительства аэродрома была выбрана песчано-галечная коса длиной более 2 км и шириной до 1 км. Коса была относительно ровная, небольшие болотистые участки и бугры были засыпаны и выровнены. В августе 1939 года был построен аэропорт — небольшой домик, где находились все службы аэродрома; численность обслуживающего персонала составляла 6 человек. Принимались следующие типы самолётов: ПО-2, Р-5, Р-6, Г-1, БР-2, причём в летнее время самолёты оснащались поплавками и производили посадку на лагуну. В 1948 году аэропорт в Апапельгино стал основным, на море самолёты ещё садились до 1950 года. В 1957 году была построена новая взлетно-посадочная полоса, службы аэропорта были перенесены на нынешнее место.
В 1955 году было установлено регулярное воздушное сообщение с областным центром.
16 ноября 1960 года приказом ГУ ГВФ № 0094 аэропорту Певек был присвоен 4 класс. Поступила новая техника — вертолёты Ми-1 и Ми-4, самолёты Ан-2 и Ли-2 (всего 4 шт). На самолёте Ил-14 начал осуществляться прямой рейс до Москвы с несколькими промежуточными посадками (Певек >(860 км)> Чокурдах >(693 км)> Тикси > мыс Косистый >(304 км)> Хатанга >(740 км)> Диксон >(777 км)> Амдерма >(1073 км)> Архангельск >(990 км)> Москва), время в пути составляло 22 часа.
В 1963 году приказом ГУ ГВФ № 077 от 18 июля был образован Чаунский объединённый авиаотряд. В это время взамен Ли-2 авиаотряд получает новые вертолёты Ми-6, спустя семь лет — Ми-8. С 1965 года аэропорт стал принимать и обслуживать самолёты Ан-12, с 1974 года — Як-40, а с 1980 года — Ан-24.
В середине 1970-х годов началась коренная реконструкция аэропорта. Была построена новая бетонная ВПП, модернизирована система энергоснабжения, светосигнальная система, обновлено навигационное оборудование. Новый аэродром был принят в эксплуатацию в конце декабря 1978 года, и уже 25 февраля 1979 года состоялся первый технический рейс самолёта Ту-154 по маршруту Внуково—Певек. Вскоре эти рейсы стали постоянными под номерами 2217, 2219, 2221. Обратные рейсы были под номерами 2218, 2220 и 2222 соответственно с промежуточной часовой посадкой для дозаправки в Норильске (иногда — в Хатанге).

Полёт до Норильска занимал 3 часа 50 минут (2872 км), от Норильска до Певека 4 часа 10 минут. За время полета пассажиры обеспечивались 2-х разовым питанием. Стоимость полета от Внуково до Певека на Ту-154 в конце 1970-х годов составляла 178р.50коп. 
Пассажиров прямо в приземлившемся самолёте в Певеке встречал пограничный наряд, проверявший документы на право нахождения в пограничной зоне.
Из аэропорта Певек выполнялись рейсы на местных авиалиниях в направлении: Кепервеем—Сеймчан—Магадан, Анадырь, Мыс Шмидта (Ил-14, Ан-24); Магадан (Ту-154); Полярный, Ленинградский (Ан-28); Бараниха; Айон (Ми-8).
В 1984 году вместо одноэтажного деревянного здания аэровокзала барачного типа был построен современный каменный двухэтажный аэропорт. В старом здании аэровокзала осталась гостиница. Однако несмотря на серьёзное увеличение площади аэровокзального комплекса отмечалась нехватка мест для размещения транзитных пассажиров. Это было связано с частыми отменами местных рейсов из-за неблагоприятных метеоусловий, а приём «всепогодных» лайнеров Ту-154, как правило, продолжал осуществляться. В результате на несколько дней, а иногда и недель, в весьма стеснённой обстановке оказывалось большое количество пассажиров, ожидающих вылета в соседние посёлки.
Постперестроечный кризис сильно сказался на деятельности аэропорта. Во много раз снизился пассажиро- и грузопоток, к 2002 году был ликвидирован посёлок авиаторов Апапельгино. Оставшиеся работники аэропорта были переселены в Певек.
До 2020 года запланировано осуществление реконструкции аэропортового комплекса «Певек».

## Показатели деятельности
| год             | 2014 | 2015 | 2016 | 2017 | 2018 | 2019 | 2020 | 2021 |
| тыс. пассажиров | 21,1 | 20,7 | 22,9 | 24,2 | 22,9 | 23,9 | 21,9 | 24,4 |
| Источники:      |      |      |      |      |      |      |      |      |

## Авиационные происшествия
- 12 марта 1963 года сразу после взлета вследствие перегруза самолёт Ли-2 (CCCP-16202) совершил аварийную посадку за пределами ВПП. Повреждённый борт не восстанавливался и был списан.
- 14 августа 2014 при рулении по перрону после посадки произошло столкновение лопастей несущего винта вертолёта Ми-8 (RA-24738) со зданием аэровокзала, после чего произошло разрушение несущего винта и хвостовой балки машины[12].
- 3 октября 2019 года самолёт Sukhoi Superjet 100 авиакомпании Якутия при посадке выкатился за пределы ВПП влево на 5 метров. На борту находились 72 пассажира и 6 членов экипажа. Пострадавших нет.[13]